# Hartland (Devon)
Hartland è un paese del Devon, in Inghilterra. La parrocchia civile include il piccolo villaggio di Stoke all'ovest e il villaggio di Meddon nel sud.
Ora una piccola città che funge da un centro per un quartiere rurale e ha commercio turistico minore, fino ai tempi dei Tudor Hartland era un porto importante. Si trova vicino al promontorio di Hartland Point, dove la costa del Devon svolta dal Canale di Bristol verso l'Oceano Atlantico ad ovest. Sulla punta si trova il faro di Hartland Point. Il porto della città, Hartland Quay, si trova al sud della punta.
La banchina fu costruita all'origine nel tardo Cinquecento ma fu distrutta dal mare nel 1887. L'alta torre della chiesa di San Nectan a Stoke resta un punto di riferimento importante per le navi nel Canale di Bristol.
Hartland è un punto di partenza del sentiero South West Coast Path, e il paesaggio litoraneo selvaggio intorno alla punta è il più drammatico del sentiero, con viste eccellenti verso l'isola di Lundy. È da Hartland Point che la Lundy Company dirige il suo servizio in elicottero a Lundy, tra novembre e marzo.
Il servizio autobus 319, che è sovvenzionato dal consiglio e gestito da Stagecoach Devon, passa da Barnstaple a Hartland e viceversa.

## Origine del nome
Il nome "Hartland" deriva presumibilmente dalla parola inglese antica "hart" per un cervo, ed è perciò sorprendente che non sia più comune in Inghilterra. I molti luoghi in altri paesi anglofoni che si chiamano Hartland rendono testimonianza probabilmente l'importanza storica di Hartland più che essere derivazioni indipendenti, dato che la parola "hart" fu antiquata prima della scoperta europea del Nuovo Mondo. Prima della scoperta dell'America, la parola Hart fu comune in alcuni cognomi. I cognomi come Hartshorne furono citati per la prima volta nel libro del catasto.
Nel passato la città si chiamava Harton ed era un borough non riformato, abolito alla fine nel 1886.

## Monumenti e luoghi d'interesse

### Architetture civili
- Hartland Abbey, residenza del XVIII secolo, realizzata sulle rovine di un'abbazia medievale[2][3][4]

## Amministrazione

### Gemellaggi
- Plozevet, Francia

## Osservatorio magnetico
Il British Geological Survey dirige un osservatorio magnetico (uno dei tre del Regno Unito) nel villaggio. 

## Televisione
- All'inizio del 2008, il paesaggio e una casetta a Hartland sono stati caratterizzati nell'adattamento della BBC di Ragione e sentimento.